# Telefonia mobile in Africa

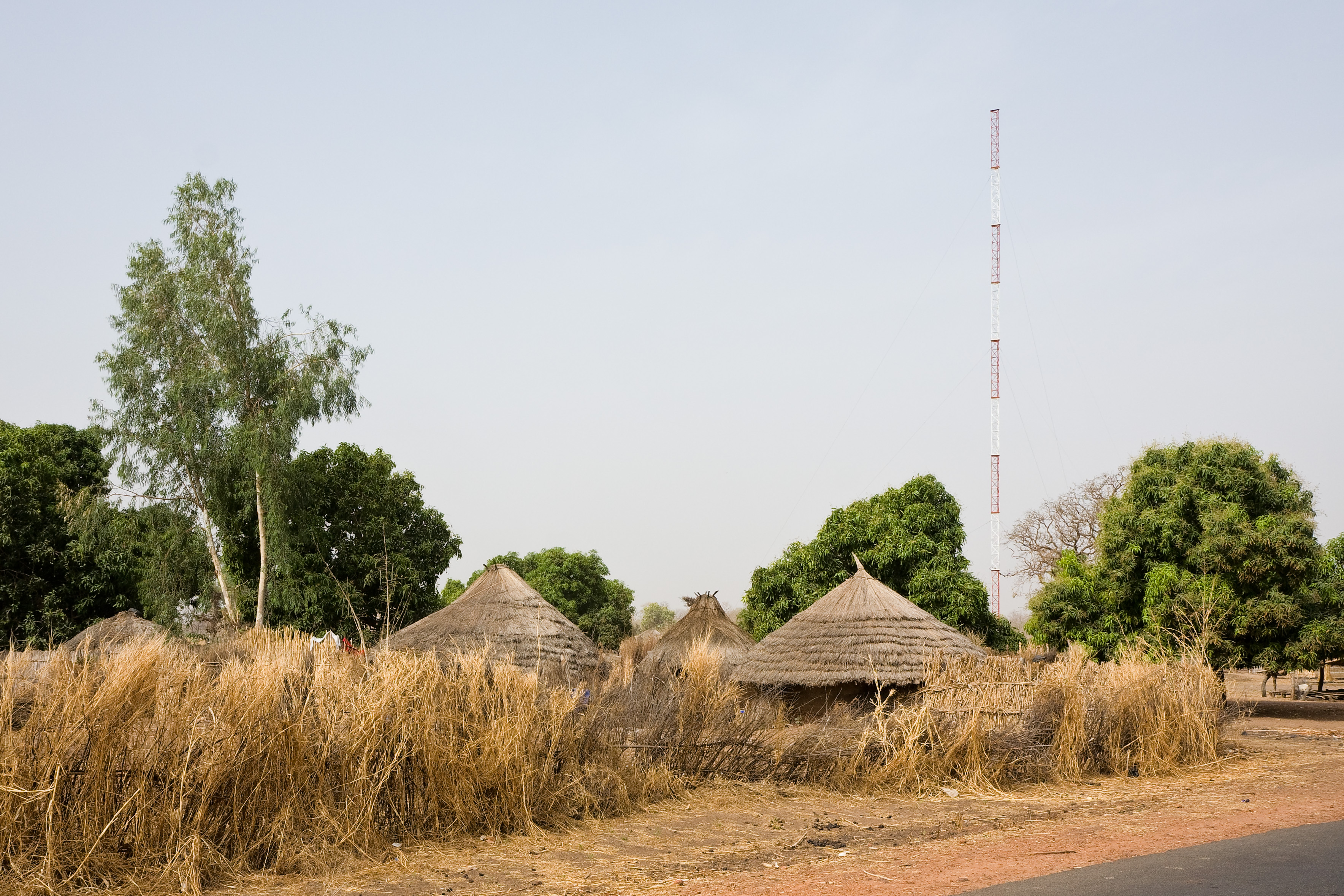
Un'antenna GSM in un villaggio rurale(Gambia). Nel Gambia, quasi tutti gli adulti possiedono un telefono cellulare

La diffusione della telefonia mobile in Africa è più limitata che nel resto del mondo; mentre in gran parte dell'Occidente la tendenza attuale è verso l'obiettivo dei due cellulari (o due carte SIM) per persona, in Africa gran parte della popolazione non dispone del primo cellulare. Il mercato africano è però entrato negli anni 2000 in una fase di rapidissimo sviluppo: fra il 2004 e il 2007 l'espansione della telefonia mobile in Africa ha avuto un ritmo tre volte superiore alla media mondiale. Attualmente, la telefonia mobile in Africa è sia più diffusa (come numero di abbonamenti) che più redditizia di quella fissa.

## Il boom degli anni 2000
Numerosi fattori hanno contribuito al boom della telefonia mobile in Africa negli anni 2000.

### I limiti della telefonia fissa
Un primo elemento determinante è stata l'incapacità della telefonia fissa di penetrare nella società. Nel 2000, l'intera Africa subsahariana contava meno linee telefoniche fisse della sola Manhattan. Le reti fisse in particolare non raggiungono le aree rurali, nelle quali è concentrata una parte significativa della popolazione, soprattutto in Africa subsahariana. Delle circa 400.000 località rurali che si contano in Africa, meno del 3% hanno accesso a una linea fissa. Gli operatori di telefonia mobile hanno sfruttato a proprio vantaggio questa lacuna del servizio fisso, mettendo in atto una strategia molto aggressiva di diffusione della rete cellulare. Già nel 2006, il 45% della comunità rurali in Africa erano coperte dal segnale GSM. Attualmente, la copertura arriva al 90% in numerosi paesi, fra cui Comore, Kenya, Malawi, Mauritius, Seychelles, Sudafrica e Uganda. Altri paesi che stanno rapidamente progredendo in questo campo (con una copertura superiore al 50%) sono Botswana, Burkina Faso, Burundi, Capo Verde, Guinea, Namibia, Ruanda, Senegal, Swaziland e Togo (dati del 2007).
Il mercato della telefonia fissa è generalmente monopolista, con pochi incumbent principalmente statali che hanno investito poco per espandere il proprio bacino d'utenza al di fuori dei grandi centri cittadini. Questa situazione stia gradualmente cambiando; per esempio, in Kenya e in Botswana è iniziato un processo di privatizzazione degli operatori statali Telekom Kenya e Botswana Telecommunications Corporation e di liberalizzazione del mercato. Ciononostante, il mercato della telefonia mobile (in genere aperto da operatori privati) è intrinsecamente più dinamico.
Questa tabella mostra le percentuali di paesi africano dove esiste concorrenza totale, parziale o monopolio (de iure o de facto) per le principali tecnologie di telecomunicazione (telefonia fissa, telefonia mobile, Internet).
|                      | Internet | Mobile | Fisso |
| -------------------- | -------- | ------ | ----- |
| Monopolio            | 10       | 9      | 55    |
| Concorrenza parziale | 12       | 41     | 23    |
| Concorrenza totale   | 69       | 43     | 25    |

### Strategie di mercato
Gli operatori che hanno introdotto la telefonia mobile in Africa negli anni 2000 hanno scelto modelli di business adatti alla penetrazione nelle fasce più povere della popolazione. Sono stati commercializzati telefoni cellulari progettati per essere a bassissimo costo, e sono state immesse sul mercato carte prepagate con tagli estremamente bassi.
Altro elemento chiave della strategia degli operatori della telefonia mobile in Africa è stato l'abbattimento dei costi di roaming, particolarmente importante in un continente dove esistono spesso fortissime relazioni fra comunità vicine separate da confini nazionali. Il primo operatore a proporre tariffe con roaming a costo zero è stato Celtel nel 2006 con l'iniziativa One Network, che aboliva i costi di roaming fra Uganda, Kenya e Tanzania. Nel 2007 l'offerta è stata estesa a Gabon, Repubblica Democratica del Congo, Congo, Burkina Faso, Ciad, Malawi, Niger, Nigeria e Sudan. In seguito, altri operatori africani hanno annunciato l'intenzione di abolire progressivamente i costi di roaming per determinate aree.

## Situazione attuale
In seguito allo sviluppo della telefonia mobile degli anni 2000, oggi l'Africa contribuisce per circa il 7% all'utenza mondiale di telefonia mobile. Nel 2006 in Africa si contavano 198 milioni di abbonati a linee cellulari. Nel gennaio 2008, nel solo Kenya, c'erano già più di dieci milioni di numeri mobili funzionanti.
La seguente tabella riassume il volume di abbomanenti dei 10 principali operatori di telefonia mobile in Africa.
| Operatore  | Nazione   | Abbonati (2005) (migliaia) | Abbonati (2006) | Crescita % |
| ---------- | --------- | -------------------------- | --------------- | ---------- |
| Vodacom    | Sudafrica | 17600                      | 21800           | 23,9       |
| MTN        | Sudafrica | 10235                      | 12483           | 22         |
| MTN        | Nigeria   | 8370                       | 12281           | 47         |
| Glo Mobile | Nigeria   | 9000                       | 11000           | 22         |
| Maróc      | Marocco   | 8237                       | 10707           | 30         |
| Djezzy     | Algeria   | 7109                       | 10531           | 48         |
| Mobinil    | Egitto    | 66960                      | 9267            | 38         |
| Vodafone   | Egitto    | 6125                       | 8704            | 42         |
| Mobilis    | Algeria   | 4908                       | 7476            | 52         |
| Celtel     | Nigeria   | 5400                       | 6400            | 18         |

## Rete cellulare e Internet
A causa della maggiore diffusione della rete mobile rispetto a quella fissa, in diversi paesi africani una parte rilevante del traffico Internet avviene attraverso cellulare; un esempio sono le Seychelles, che sono il paese africano con la massima penetrazione Internet percentuale, e in cui la maggior parte dell'utenza si collega attraverso la rete mobile. Tuttavia, l'accesso a Internet attraverso la rete GSM rimane estremamente lento (9,6 kbps). Anche le reti 2.5G e 3G non sono risultate adeguate a causa dell'elevato costo dei terminali, dell'enfasi sul traffico video rispetto ai dati, e dell'esitazione delle autorità nella concessione di licenze UMTS. La principale prospettiva per la penetrazione di Internet in Africa appare oggi l'accesso BWA (Broadband Wireless Access) basato sulla tecnologia WiMAX.